# Fédération chimie énergie-CFDT
 (septembre 2023).
Si vous disposez d'ouvrages ou d'articles de référence ou si vous connaissez des sites web de qualité traitant du thème abordé ici, merci de compléter l'article en donnant les références utiles à sa vérifiabilité et en les liant à la section « Notes et références ».
Pour les articles homonymes, voir FCE.
La Fédération chimie énergie-CFDT (FCE) est la fédération des syndicats affiliés à la Confédération française démocratique du travail de ces secteurs. Elle est aussi affiliée à la Fédération internationale des syndicats de travailleurs de la chimie, de l'énergie, des mines et des industries diverses (ICEM). Elle compte 62 000 adhérents salariés et retraités. 

## Présentation
Créée le 29 mai 1997, son d'activité englobe 8 branches professionnelles qui emploient 962 000 salariés :
1. les industries électrique et gazière
2. la chimie
3. le papier-carton
4. la pharmacie
5. le verre
6. la plasturgie
7. le pétrole
8. le caoutchouc.

Les branches professionnelles recouvrent un statut (une ou plusieurs conventions collectives selon le cas). Leurs adhérents sont organisés par section syndicale d'entreprise ou d'établissement. 
Dans la section syndicale sont négociés avec la direction des accords relatifs au temps de travail, au salaires, etc. 
sont débattues, au travers des institutions représentatives du personnel, différentes questions relatives aux rémunérations, aux aspects économiques ou sociaux, aux conditions de travail, à la vie de l'entreprise. 
Le lien avec les sections syndicales de chaque entreprise est assuré par des syndicats territoriaux (qui sont au nombre de 27 dans la FCE). Ceux-ci jouent un rôle d'appui, de conseil, de coordination des actions, de formation des militants et adhérents des sections syndicales. Tous les syndicats sont représentés par un ou plusieurs militants au CDF (Comité directeur fédéral) qui se réunit chaque mois et qui prend les décisions stratégiques. 
Par ailleurs, la section est en contact avec la liaison d'entreprise si elle est multi-établissement, et la branche par l'intermédiaire du CTB (comité territorial de branche). Ce dernier envoie un ou plusieurs représentants au CNB (comité national de branche). 
Schéma d'organisation du syndicat Chimie Energie
- 62 000 adhérents actifs et retraités,
- 2 300 sections syndicales d'entreprises ou de retraités,
- 27 syndicats,
- 8  branches professionnelles
- la FCE avec le CDF et les 8 branches.

Enfin, les défis de la mondialisation nécessitent une action syndicale au niveau européen et mondial. La FCE-CFDT est adhérente de l'Emcef, organisation syndicale, européenne de la CES, et de l'Icem, organisation mondiale pour nos secteurs.